# 1088

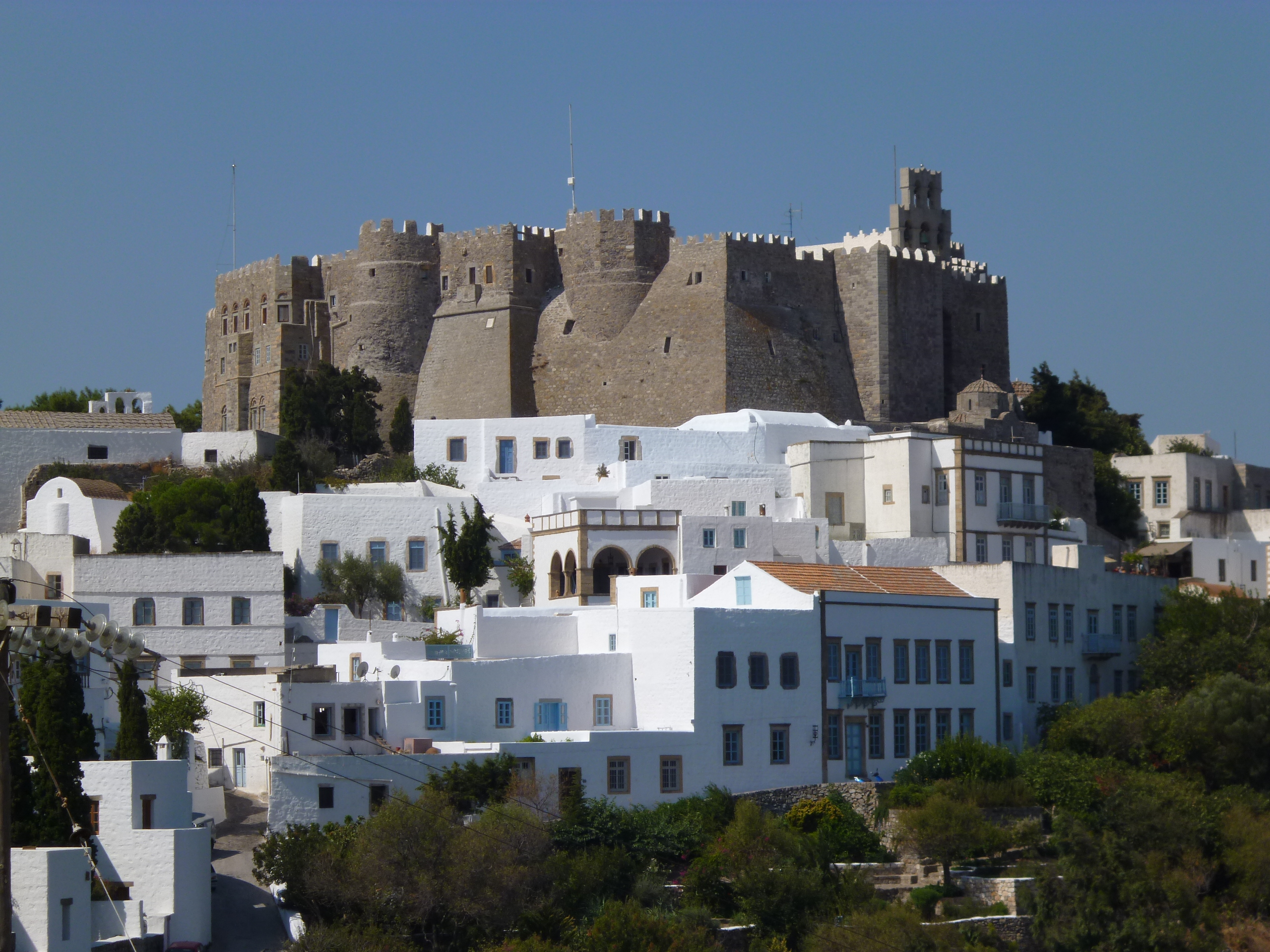
Klooster van Johannes de Evangelist in Patmos

Het jaar 1088 is het 88e jaar in de 11e eeuw volgens de christelijke jaartelling.

## Gebeurtenissen
- 7 april - Bisschop Burchard II van Halberstadt wordt gedood door aanhangers van Keizer Hendrik IV.

zonder datum
- De Almoraviden vallen opnieuw Spanje binnen om tegen de christenen te vechten, maar blijven dit keer, en lijven islamitisch Spanje in bij hun rijk.
- Stichting van de universiteit van Bologna, de oudste universiteit in christelijk Europa. (jaartal bij benadering)
- Markgraaf Egbert II van Meißen verliest zijn bezittingen en wordt vogelvrij verklaard.
- Christódoulos sticht het Johannietenklooster in Patmos.
- Shen Kuo beschrijft in Meng Xi Bi Tan als eerste het magnetisch kompas.
- Wladislaus I Herman van Polen trouwt met Judith Maria van Zwaben.
- Voor het eerst genoemd: Moerzeke, Zwijnaarde
- Mislukte opstand tegen koning Filips I van Frankrijk.

## Opvolging
- patriarch van Alexandrië (Syrisch-orthodox) - Dionysius VI
- bisdom Augsburg - Wigolt opgevolgd door Siegfried II
- Boulogne - Eustaas II opgevolgd door zijn zoon Eustaas III (jaartal bij benadering)
- Clermont - Reinoud I opgevolgd door zijn zoon Hugo I
- Marche - Adelbert II opgevolgd door zijn zoon Boso III
- Midden-Friesland - Egbert II van Meißen opgevolgd door bisschop Koenraad van Utrecht
- Moravië-Olomouc - Otto II en Svatopluk opgevolgd door hun oom Koenraad
- paus (12 maart) - Odo van Châtillon als Urbanus II in opvolging van Victor III
- Toulouse - Willem IV opgevolgd door zijn broer Raymond IV
- Zweden - Inge I in opvolging van Erik Årsäll (jaartal bij benadering)

## Geboren
- Øystein Magnusson, koning van Noorwegen (1103-1123) (jaartal bij benadering)

## Overleden
- 6 januari - Berengarius van Tours (~88), Frans theoloog
- 11 maart - Berthold van Reichenau (~57), Duits kroniekschrijver
- 7 april - Burchard II (~59), bisschop van Halberstadt
- 28 september - Herman van Salm, tegenkoning van Duitsland (1081-1086)
- Reinoud I, graaf van Clermont
- Adelbert II, graaf van Marche (1039-1088)
- Alberico van Monte Cassino, Italiaans theoloog
- Eustaas II, graaf van Boulogne (jaartal bij benadering)